# 栗本祐子
栗本 祐子（くりもと ゆうこ、1981年11月25日 - ）はフリーアナウンサー、ナレーター、MC。千葉県習志野市出身。現在オフィスキイワードに所属。

## 人物・来歴
幼少期は新潟県に住んでいた。千葉県立船橋高等学校卒業、私立学習院女子大学卒業。2002年度ミス学習院女子大学。OL経験がある。趣味は野球・サッカー観戦・読書・ゴルフ、特技は陸上・裁縫・きり絵・十二単着付け・ブラインドタッチ・文章書き。身長162cm。
『汐留スタイル!』で共演した武下公美とは今でも仲良しである。

## 担当番組

### テレビ
- 『汐留スタイル!』リポーター　（日本テレビ）
- 『みんなやってるか』リポーター　（TBS）
- 『ANEGO』（日本テレビ）
- 『全日本カラオケグランプリ2009地方大会 MC』（SKY PerfecTV!）
- 「ニッポン崩壊?どうなるあなたの給料」キャスター（Act On TV）
- 「OTアワー」MC（医療・福祉チャンネル774）
- 「医療・福祉チャンネル774キャスター（SKY PerfecTV!）
- 「週刊彩の国ニュース」レポーター（テレビ埼玉)
- NHK BSニュース（NHK BS1、2011年4月3日 - 2013年3月27日）
- BS列島ニュース（NHK BS1、2011年5月13日 - 2013年3月18日）

### ラジオ
- 『ジャングルパラダイス』（FM富士）
- 『アジアン美少女FILE』MC（有線放送）

### CM
- 『ベティローン』
- 『早野商事』

### ナレーション
- 『未来につなぐ農の力』ナレーション（BS日テレ）
- 『ミイラと古代エジプト展』（CM）
- 『カネボウ　引き締めジンジャー』（CM）